# Pałac we Wleniu
Pałac we Wleniu (niem. Schloss Kleppelsdorf) – zabytkowy pałac w mieście Wleń, w  gminie Wleń, w powiecie lwóweckim, w województwie dolnośląskim,  na prawym brzegu rzeki Bóbr.
11 maja 1981 r. pod numerem 392/664/J, pałac został wpisany do rejestru zabytków Narodowego Instytutu Dziedzictwa.

## Historia pałacu
Pałac książęcy wybudowany został w XVI w. przez rodzinę Czedliczów, która panowała tutaj od czasów średniowiecznych. W XVII w. właścicielem pałacu został Hannos, który pełnił funkcję komisarza wojennego. W tym czasie pałac był wielokrotnie niszczony przez Szwedów. W 1741 r. posiadłość przejął Wawrzyniec Jakub Held d'Arlé, rotmistrz pruskiej królewskiej jazdy konnej. Przebudował on pałac, nadając mu styl francuskiego baroku. Założył ponadto ogród, który otoczony jest kamiennym murem. W 1894 r. majątek stał się własnością Wilhelma Rohrbecka. Był on członkiem Towarzystwa Dendrologicznego z Berlina. W tym czasie nastąpiła znaczna zmiana pałacowego parku. Posadzono m.in. rzadkie okazy drzew i krzewów. Rohrbeck przeprowadził równie gruntowny remont pałacu. Uprościł elewację, dach pokrył łupkiem, część frontową otoczył kutym ogrodzeniem. Wilhelm Rohrbeck zmarł w 1914 r., a dziedziczką została tylko jego córka - Dorothea Rohrbeck, zastrzelona w 1921 r.  razem z młodszą, 12-letnią kuzynką Ursulą. Po II wojnie światowej zabytkowa budowla została okradziona przez sowieckich żołnierzy, a pałac podzielono na mieszkania dla rodzin przybyłych z Kresów Wschodnich. W latach 70. XX w. zabytek przekształcono w ośrodek kolonijno-wypoczynkowy. Po pewnym czasie budynek zaczął niszczeć i został przeznaczony do rozbiórki. Pałac uratował przed rozbiórką Zakład Transportu Poczty Polskiej, którego dyrektor postanowił rozpocząć remont. W 2004 r. stał się własnością prywatną. Zakupił go przedsiębiorca z Gdańska. Obecnie w obiekcie mieści się pensjonat.
W 2007 r. w pałacu były nagrywane sceny do filmu Droga do raju, scenariusz napisał i reżyserem był Gerwazy Reguła, a w roli głównej wystąpiła Ilona Ostrowska (aktorka grająca m.in. w serialu Ranczo).

## Opis
Barokowy pałac zbudowany na planie litery U z wąskim, prostokątnym dziedzińcem. Składa się z głównego korpusu krytego dachem czterospadowym z lukarnami  oraz dwóch niższych skrzydeł. Nad arkadami dziedzińca znajdują się dwie płyciny zawierające osiem herbów rodowych właścicieli, małżeństwa Baltazara Czedlitz z Kleppelsdorf i Urszuli Czedlitz z Komarna (1608) w dwóch rzędach, po cztery:
- Pierwszy rząd, od lewej, von: 1. Zedlitz, 2. Gersdorf, 3. Bindemann, 4. Kelbichen;
- Drugi rząd od lewej, von: 5. Zedlitz, 6. (Schaff)Gotsch, 7. Seidlitz, 8. Rätzke[10], poniżej, nad kolumną arkad kartusz z herbem Wawrzyńca Jakuba Held d'Arlé[8] i jego rodziny, właścicieli w latach 1741-1841[10].

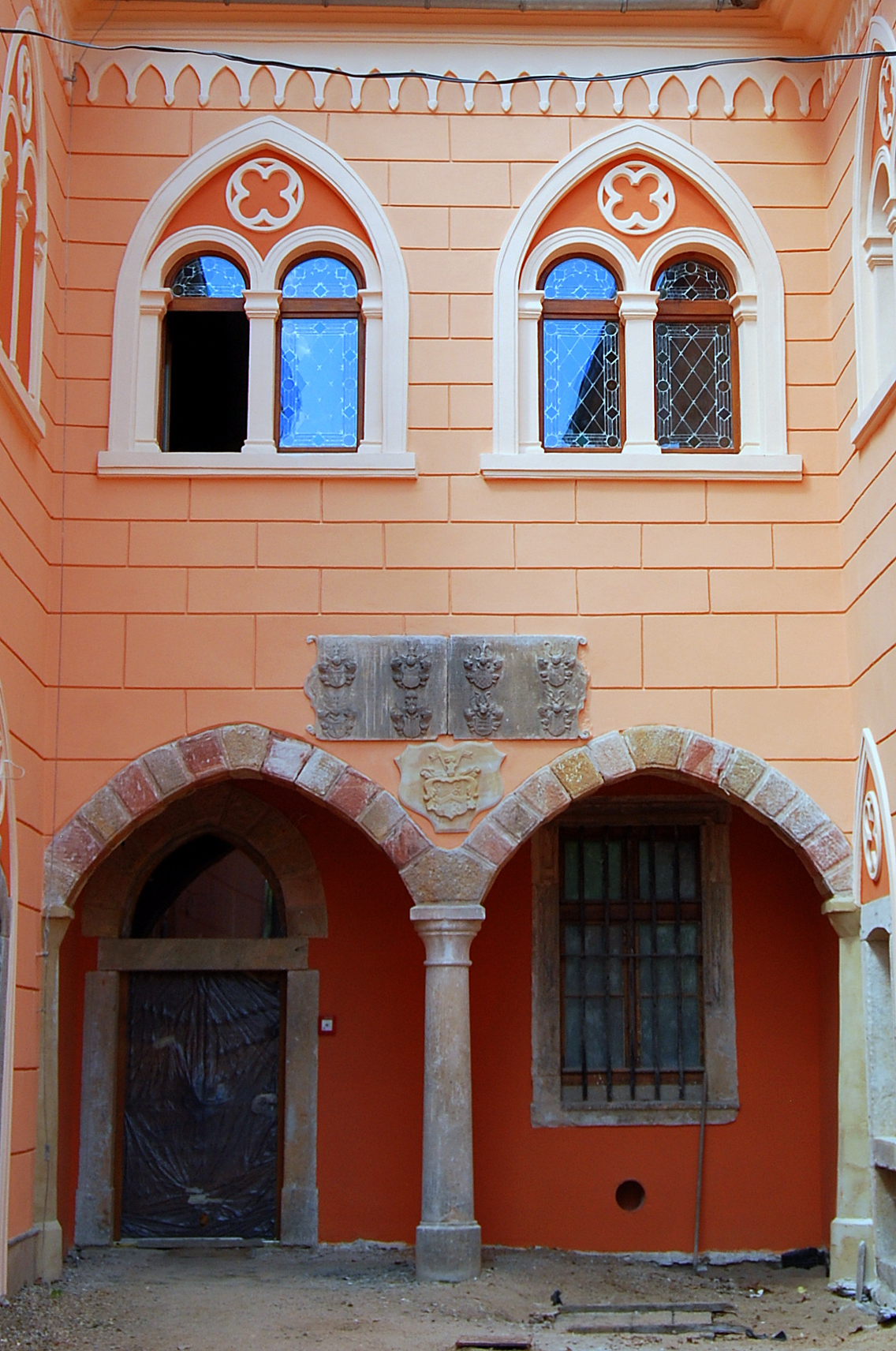
Herby nad arkadami
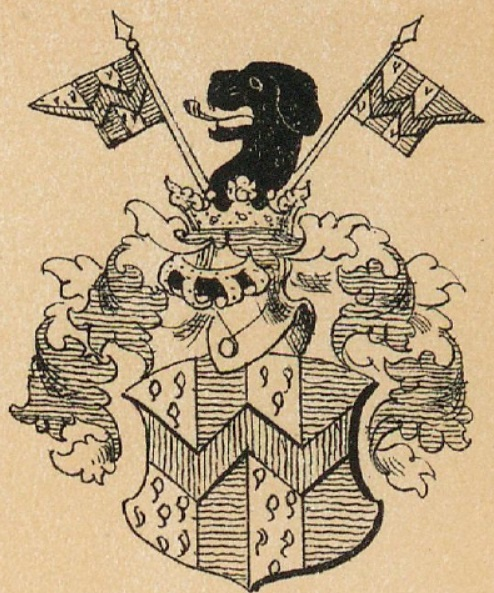
Held d'Arlé
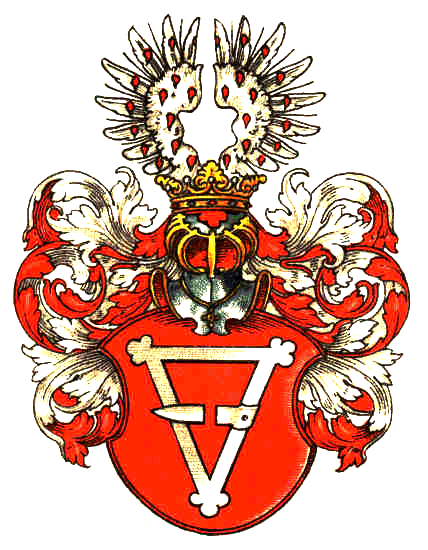
1.5. Czedlicz (Zedlitz)
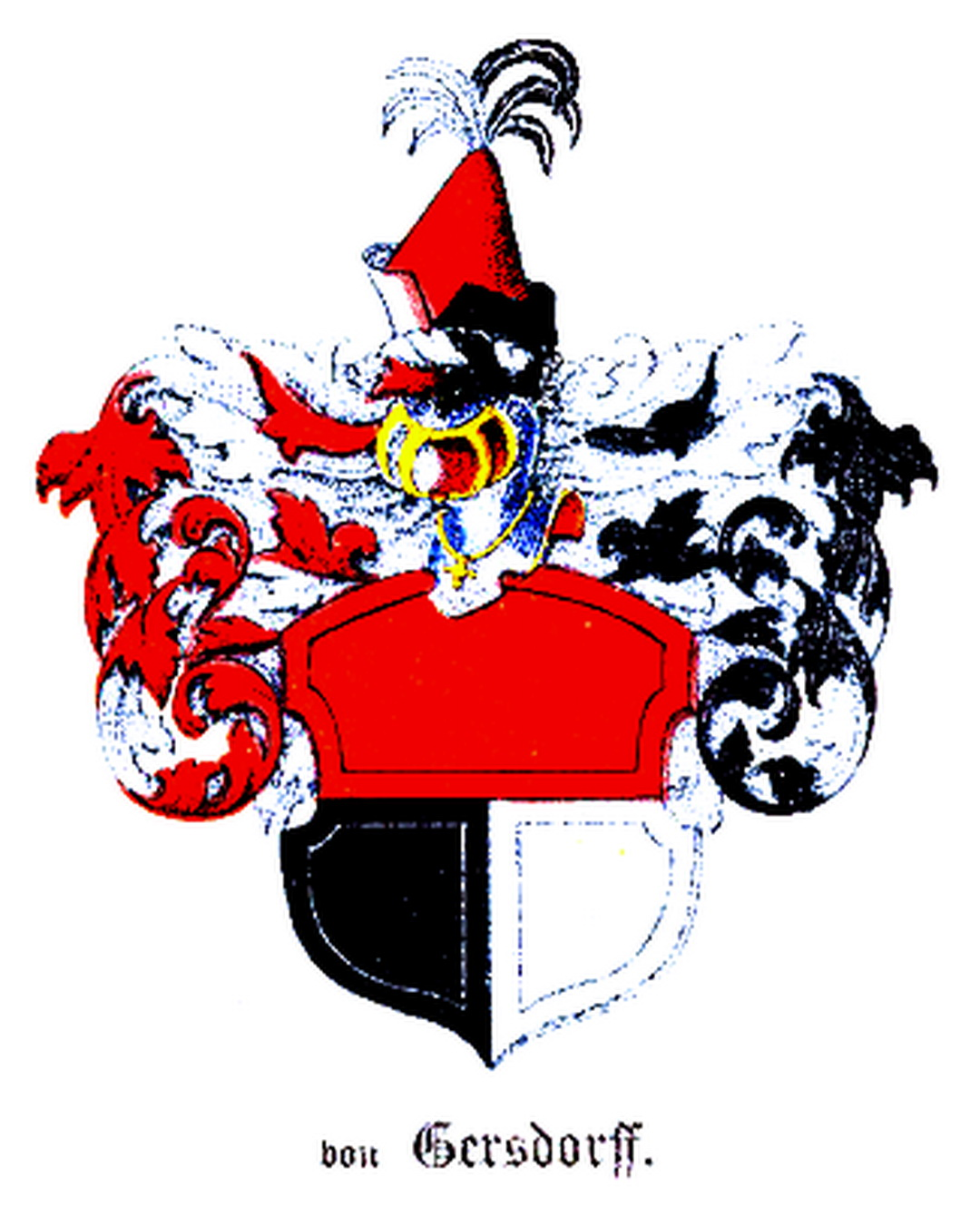
2. Gersdorf
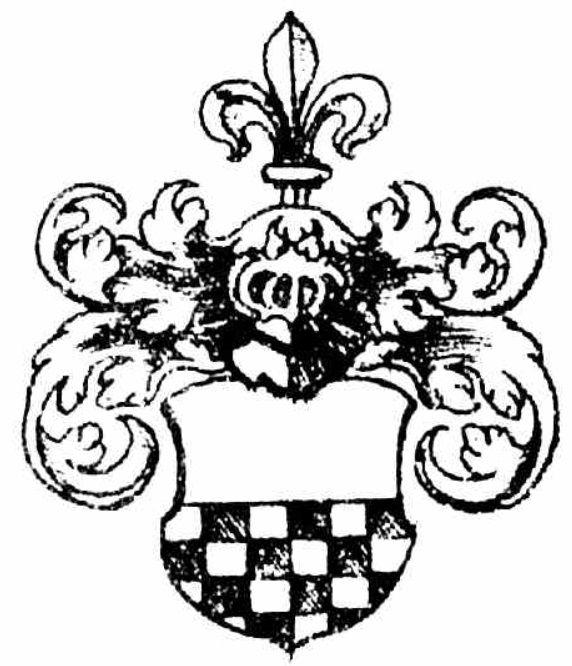
3. Bindemann
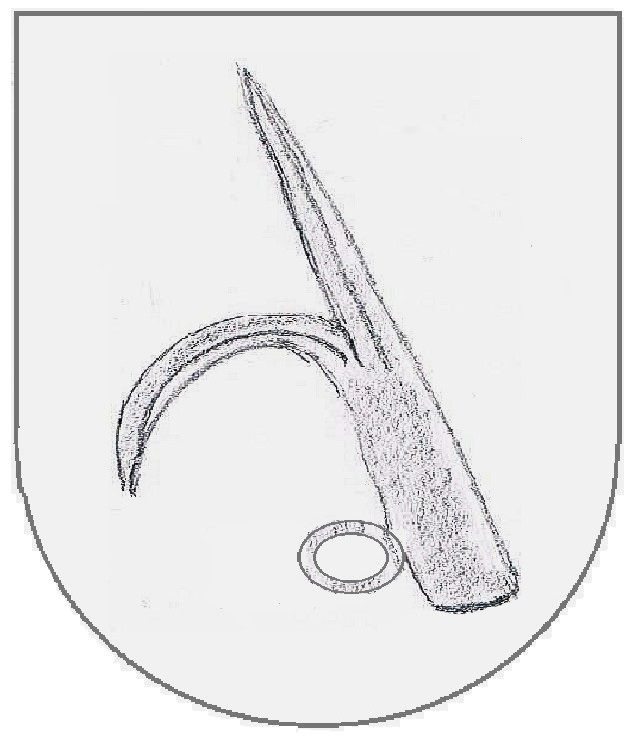
4. Kelbichen
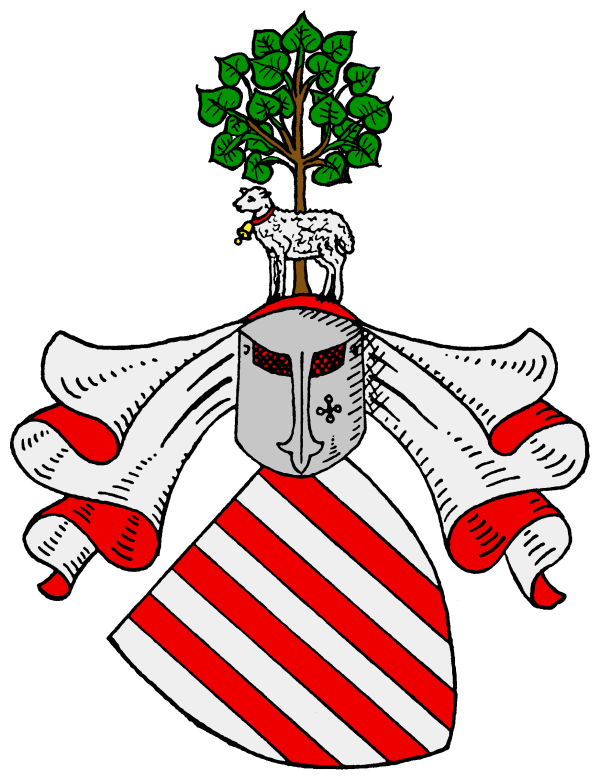
6. (Schaff)Gotsch
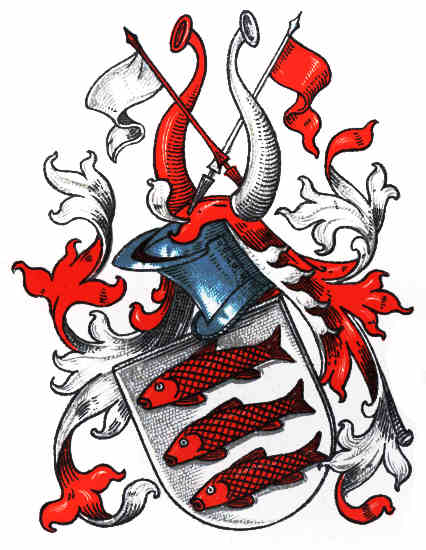
7. Seidlitz
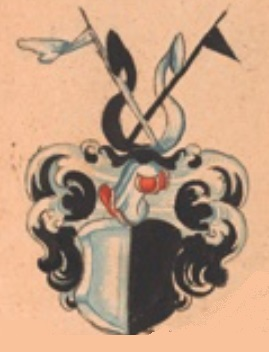
8. Rätzke